# 2914 Glärnisch
2914 Glärnisch là một tiểu hành tinh vành đai chính với chu kỳ quỹ đạo là 1241.7339324 ngày (3.40 năm).
Nó được phát hiện ngày 19 tháng 9 năm 1965.